# Тіні стають чорними
Тіні стають чорними (англ. Shadows Run Black) — американський фільм жахів 1984 року.

## Сюжет
Невідомий маніяк безжально вбиває студенток місцевого коледжу. Поліцейський Райделл Кінг починає розслідування цієї справи. Його дочку теж колись убили, але злочинця так і не було знайдено.

## У ролях
| Актор              | Роль         |
| ------------------ | ------------ |
| Елізабет Троспер   | Джуді Коул   |
| Вільям Дж. Кюльзер | Райделл Кінг |
| Ши Портер          | Морган Коул  |
| Джордж Енгельсон   | священик     |
| Кевін Костнер      | Джиммі Скотт |
| Даян Гінклер       | Гелен Коул   |
| Джуліус Метоєр     | Біллі Товар  |
| Террі Конджі       | Лі Фолкнер   |